# Alter Ebracher Hof

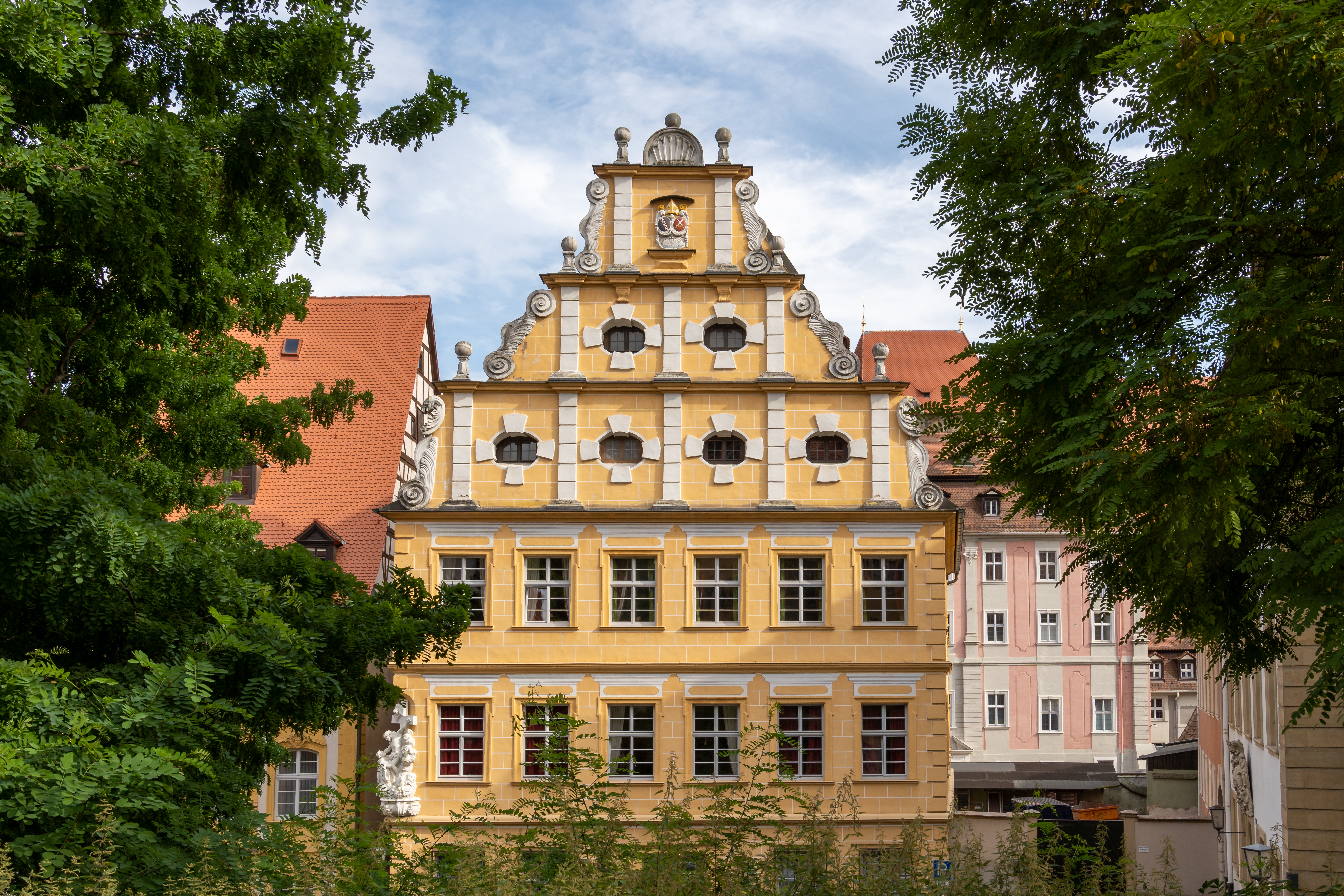
Alter Ebracher Hof

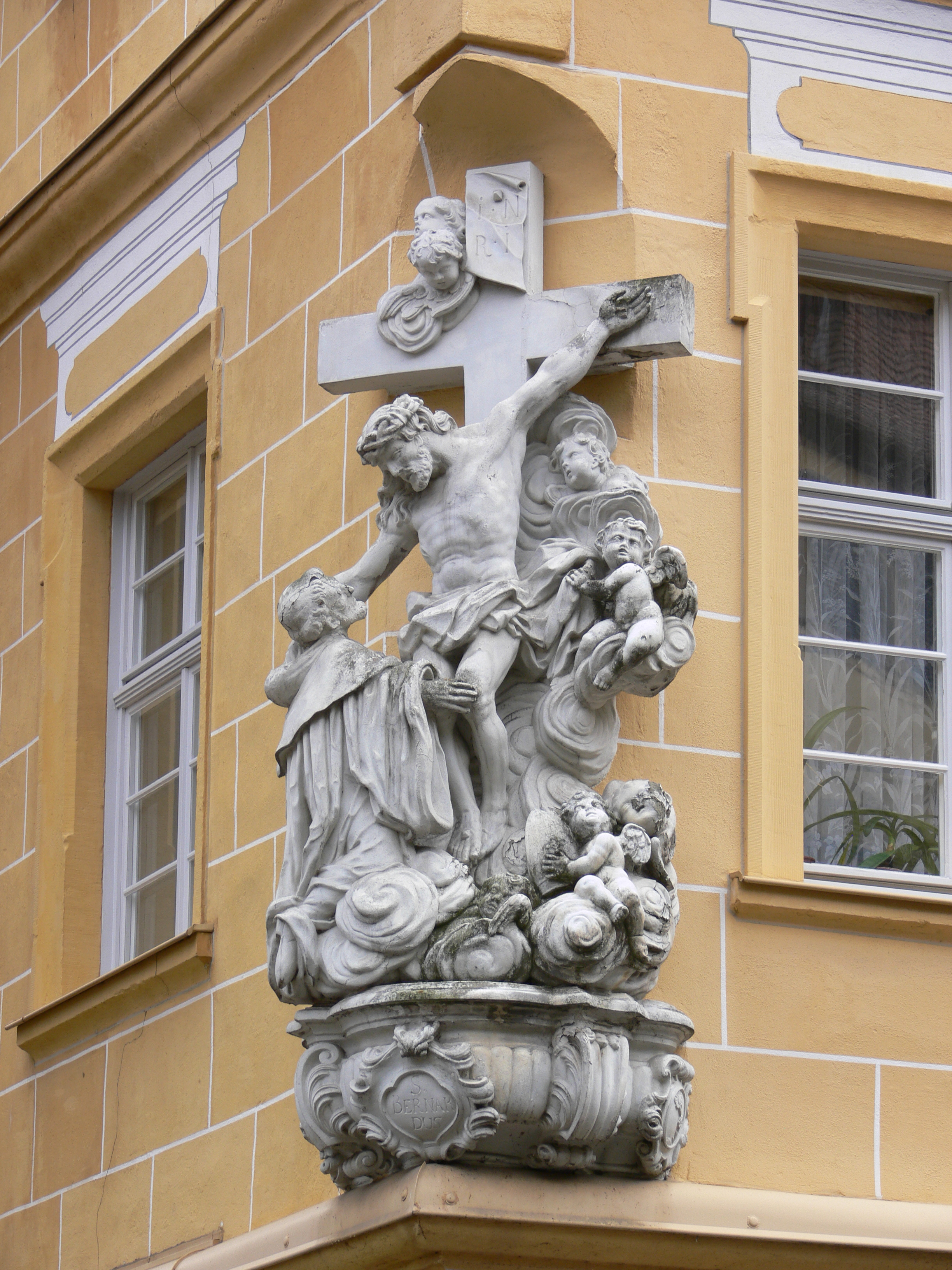
„Bernhardskreuz“ von D. F. Humbach

Der Alte Ebracher Hof ist ein denkmalgeschütztes Gebäude in Bamberg. Es handelt sich um das erste Stadtpalais des Klosters Ebrach aus dem 17. Jahrhundert.

## Geschichte
Das Zisterzienserkloster Ebrach lässt sich in Bamberg bis in das 12. Jahrhundert zurückverfolgen. Zu dieser Zeit musste es sich mit den Zisterzen Langheim und Heilbronn eine Anlage teilen, die vermutlich ein Vorgängerbau des Langheimer Hofs (Obere Karolinenstraße 8) am westlichen Domberg war. Zwischen 1200 und 1213 erwarb das Kloster erstmals ein eigenes Gebäude, das sich wohl am Unteren Kaulberg auf Höhe des Pfarrgässchens befand. Bis zu ihrer Überbauung mit dem Neuen Ebracher Hof im 18. Jahrhundert führte diese heute nicht mehr existierende Parallelstraße des Hinteren Bachs von dort zum Vorderen Bach.
Im 16. Jahrhundert konnte das Kloster Ebrach durch Zukäufe seinen Besitz zwischen dem Unteren Kaulberg und dem Vorderen Bach schrittweise vergrößern. Spätestens 1547 erwarb es den Vorgängerbau des Alten Ebracher Hofs. Dieser trug noch im 14. Jahrhundert den Namen „zu dem Esel“, wohl nach der Familie der beiden Brüder Eseler, die bei der ersten urkundlichen Nennung des Gebäudes im Jahr 1264 anlässlich einer Schenkung Erwähnung fanden. 1614/15 folgte noch der Erwerb des wohl südlich auf der heutigen Parzelle zu lokalisierenden Pfründhauses Beatae Mariae Virginis.
Wohl im Jahr 1679 erhielt der Baumeister Andreas Kestler aus Zeil am Main den Auftrag, an der Stelle des Hauses zu dem Esel und des Pfründhauses ein neues Gebäude zu errichten. Dieses wurde 1681 oder 1682 vollendet. Das Wappen im Giebel trägt die Jahreszahl 1681, die Jahreszahl 1682 befindet sich am Zugang zur Wendeltreppe. Letztere dürfte aber nur darauf hinweisen, dass sie nach der Vollendung des Hauptbaus angefügt wurde. 1738 bereicherte unter Abt Wilhelm Söllner der Bildhauer Daniel Friedrich Humbach die Fassade mit einer Hausfigur aus der Bernhardus-Legende.
Im Zuge der Säkularisation kam der Alte Ebracher Hof Anfang des 19. Jahrhunderts zunächst in öffentlichen, später in privaten Besitz. Dabei kam es zu verschiedenen baulichen Veränderungen vor allem im Inneren des Gebäudes. 1980 erfolgte im Rahmen des Dritten Fünfjahresplanes für Denkmalpflege eine Instandsetzung vor allem der mittlerweile baufälligen Giebel. Dabei wurden auch nachbarocke Veränderungen wie übergroße Fenster wieder auf das ursprüngliche Maß zurückgebaut.

## Architektur
Der Alte Ebracher Hof ist ein auf einer breiten, fast quadratischen Parzelle stehendes dreigeschossiges Steinhaus mit dreigeschossigem Satteldach zu den Giebelseiten vorgeblendeten Volutengiebeln. Die Hauptfassade zum Vorderen Bach ist sechsachsig, die Flanken und die Rückfassade zum Hof in unregelmäßiger Verteilung vierachsig; die Geschosse der Giebel verjüngen sich von vier auf zwei Achsen, das oberste Dachgeschoss unter dem First verfügt nur rückwärtig über eine lukenartige Öffnung.
Architekturteile und die Eckquaderung sind aus Sandstein, der Rest des Gebäudes aus verputzten Ziegeln. Das gesamte Erscheinungsbild prägt eine illusionistische Fugenbemalung, die 1980 nach Originalbefunden der Bauzeit rekonstruiert werden konnte. Der Grundton ist ein kräftiges rötliches Ocker, die aufgemalten Fugen sind weiß, ebenso die Fensterverdachungen bis auf die Spiegel und sämtliche plastisch hervortretende Teile der Giebel.
Die Fenster haben alle die für die Erbauungszeit typischen geohrten Rahmungen, im Erdgeschoss zum Vorderen Bach mit Gittern des 19. Jahrhunderts, in den beiden Obergeschossen mit Verdachungen in Form schlichter, gedrungener Spiegel mit einfacher Gesimsbekrönung. Der einstige Haupteingang am Vorderen Bach anstelle der zwei mittleren Achsen stammt aus neuerer Zeit und folgt mit seiner geohrten Rahmung der Ausführung der Fenster.
Beide Volutengiebel gliedern horizontal kräftige Gesimse, vertikal befinden sich zwischen den querovalen, in beiden Achsen mit Keilsteinen dekorierten Fenstern genutete Lisenen, die im Umriss des Giebels von antikisierenden Postamenten mit Kugelaufsätzen überhöht sind. Dem Umriss folgen beidseitig eingerollte Voluten mit Akanthusdekoration, die im untersten Giebelgeschoss als Reminiszenz an den alten Hausnamen als Eselsköpfe ausgebildet sind. Den First bekrönt eine MuschelLünette. Im obersten Giebelgeschoss zum Bach befindet sich anstelle eines Fensters ein Doppelwappen des Zisterzienserordens und des damaligen Abtes von Ebrach, Albert (oder Alberich) Degen mit der Inschrift „ALBERICVS / ABBAS EBRACENSIS XXIX A° 1681“.
An der Nordostecke im ersten Obergeschoss befindet sich eine Darstellung von Christus, der sich vom Kreuz neigt, um Bernhard von Clairvaux zu umarmen. Am von Voluten gegliederten Postament der Figurengruppe sind das Wappen der Zisterzienser und das des Abtes Wilhelm Söllner angebracht.